# Castell de Nulles
El Castell de Nulles és un antic castell del municipi de Nulles (Alt Camp) inclòs en l'Inventari del Patrimoni Arquitectònic de Catalunya.

## Descripció
Només hi ha restes d'un mur de maçoneria de 10 x 3 m amb vestigis d'elements de defensa (espitlleres) així com d'opus spicatum. El mur, que ara dona a un jardí públic, és un dels costats del castell. La resta devia desaparèixer quan es va fer l'església de Sant Joan Baptista de Nulles.

## Història
El 1208 Guilla, senyora o castlana de Banyeres, juntament amb el seu vicarius Miró de Castellvell, feia donació del turó de Nudias a Guillema de Montcada i Bigorra, senyora de Castellvell i vescomtessa de Narbona, perquè hi edifiqués viles i fortaleses i els repoblés. La jurisdicció de Nulles va estar estretament lligada a la de Vallmoll i la seva baronia fins al segle xix. Primer fou dels Montcada i d'aquests va passar als Foix. El 1365 depenia de Roger Bernat IV de Foix, vescomte de Castellbò i baró de Castellvell. Al XVII era dels comtes de Savallà, barons de Vallmoll.